# Justin Gaethje
Justin Ray Gaethje (/ˈɡeɪdʒi/; biệt danh: The Highlight; sinh ngày 14 Tháng 11 năm 1988) là một võ sĩ mixed martial arts (MMA) chuyên nghiệp người Mỹ gốc Đức và México. Anh hiện đang thi đấu ở hạng nhẹ (lightweight) tại Ultimate Fighting Championship (UFC), là cựu vô địch tạm thời của UFC Lightweight. Tính đến tháng 11 năm 2021, anh đứng thứ 2 trong bảng xếp hạng võ sĩ hạng nhẹ UFC. Gaethje bắt đầu đấu vật khi mới 4 tuổi, hai lần vô địch bộ môn đấu vật của tiểu bang Arizona, đại diện Trường Trung học Safford, và là một người Mỹ toàn năng (All-America) thuộc NCAA Division I trong thời gian học tại Đại học Northern Colorado. Anh bắt đầu sự nghiệp MMA nghiệp dư của mình khi còn học đại học, chuyển sang chuyên nghiệp vào năm 2011 và tham gia World Series of Fighting (WSOF) vào năm 2013, trở thành nhà vô địch hạng nhẹ WSOF, cũng như bảo vệ đai WSOF của mình năm lần trước khi rời đai để tham gia UFC vào năm 2017. Mặc dù có nền tảng đấu vật, Gaethje hiếm khi quật ngã đối thủ và được biết đến với phong cách chiến đấu tấn công toàn diện đứng thẳng của mình. Anh đã đạt mốc 19 trong số 22 trận thắng của mình bằng hạ đo ván (KO) hoặc đo ván kỹ thuật (TKO), và đã nhận được năm giải Fight of the Night và bốn giải Performance of the Night trong tám trận đấu của mình tại UFC.

## Xuất thân
Justin Ray Gaethje sinh ngày 14 tháng 11 năm 1988, tại Safford, Arizona, Hoa Kỳ. Mẹ anh, Carolina (nhũ danh Espinoza), là người Mỹ gốc México đến từ Sonora, México, và bố anh, John Ray Gaethje, là người Mỹ gốc Đức. Mẹ anh là một thủ thư bưu điện, bố là thợ khai thác đồng như những người ông. Ông nội của anh là võ sĩ Quyền Anh khi phục vụ trong Lục quân Hoa Kỳ. Bố của Gaethje là Ray đã nghỉ hưu vào tháng 9 năm 2019, sau 36 năm làm việc tại mỏ Morenci với công việc khai thác đồng. Trong gia đình, Gaethje có hai chị em gái, và một người anh em sinh đôi, Marcus John Gaethje, cũng đã làm việc tại mỏ Morenci trong gần 10 năm. Khi 18 tuổi, Gaethje đã tự mình trải qua một mùa hè tại mỏ Morenci. Anh trả lời Brett Okamoto của ESPN vào năm 2020 rằng: "Tôi đã làm việc bảy ngày một tuần, 12 giờ mỗi ngày. Tôi đã làm điều đó trong ba tháng liên tục và chỉ nghỉ một ngày vì ốm, tôi phải ngủ. Tôi đã làm 96 giờ một tuần." Gaethje kể lại rằng khi anh chuẩn bị rời mỏ để theo học đại học, hai đồng nghiệp của anh đã nói với anh rằng: "Bạn sẽ quay lại ngay, bạn sẽ không vào được đại học đâu. Bạn sẽ quay lại ngay đây." Điều này đã thúc đẩy Gaethje tạo nên thành công của chính mình.

## Sự nghiệp đấu vật
Gaethje bắt đầu đấu vật khi 4 tuổi. Anh theo học tại Trường Trung học Safford, nơi anh từng bốn lần vào chung kết và hai lần vô địch tiểu bang Arizona. Anh giữ số điểm đấu vật học đường xếp thứ bảy (218) và số điểm đồng đội ghi được nhiều thứ chín (1057,5) trong lịch sử của bang với tư cách là một đô vật. Gaethje cũng chơi bóng bầu dục Mỹ và bóng chày ở trường trung học. Gaethje tốt nghiệp trường Safford với thành tích 191–9. Ban đầu, anh nộp đơn vào một trường cao đẳng nhỏ ở Arizona vì muốn ở gần gia đình, nhưng sau đó anh đã chấp nhận lời đề nghị từ chương trình NCAA Division I tại Đại học Northern Colorado. Khi còn là sinh viên năm nhất, Gaethje đã có thành tích 18–9, bao gồm cả vị trí thứ ba tại Oregon Wrestling Classic. Trong mùa giải thứ hai của mình, anh được xếp vào 2009 NCAA Division I 157 lb Championship với thành tịch 0–2. Anh kết thúc mùa giải với thành tích 14–4 và được ghi tên vào Western Wrestling All-Conference First Team.
Khi còn là đô vật mới, Gaethje đạt mức 5–2 tại Giải vô địch hạng 157 lb NCAA Division I năm 2010, xếp vị trí thứ 7 và danh hiệu All-American. Điều này khiến anh trở thành đô vật Bắc Colorado đầu tiên đạt danh hiệu All-American Division I kể từ Larry Wagner vào năm 1970. Gaethje chuyển xuống hạng 149 lb trong năm cuối cấp, nhưng phải vật lộn với việc cắt giảm cân nặng. Anh đã giành được hạng nhì tại Giải vô địch khu vực miền Tây NCAA, và đủ điều kiện tham dự Giải vô địch hạng I 149 lb của NCAA năm 2011, nơi anh đạt thành tích 1–2 để kết thúc mùa giải cấp cao của mình với thành tích 17–8. Vào tháng 6 năm 2020, Gaethje được ghi danh vào University of Northern Colorado Athletics Hall of Fame vì những thành tích của mình trong môn đấu vật.

## Sự nghiệp MMA

### Giai đoạn đầu
Gaethje lần đầu tiên tiếp xúc với mixed martial arts (MMA) khi còn là ma mới tại Đại học Northern Colorado, khi anh có dịp đấu vật với các võ sĩ Ultimate Fighting Championship như Georges St-Pierre, Clay Guida và đối thủ tương lai Donald Cerrone. Sau đó, anh nói chuyện với các huấn luyện viên của mình về ý định thử môn thể thao mới, và anh được thông báo rằng anh phải tăng cấp việc học để có được một trận đấu nghiệp dư. Sau khi tập xong lớp của mình, Gaethje có trận đấu nghiệp dư đầu tiên của mình vào tháng 8 năm 2008, thắng đối thủ của mình bằng đòn quật. Sau khi tích lũy thành tích nghiệp dư 7–0, Gaethje có trận ra mắt chuyên nghiệp vào ngày 20 tháng 8 năm 2011, đấu với võ sĩ UFC tương lai Kevin Croom. Anh đã giành chiến thắng trong trận đấu đầu tiên qua knock-out (KO) bằng một cú quật toàn lực khi Croom cố gắng khóa anh. Tại vòng đấu khu vực ở Colorado và Arizona, Gaethje đã lập kỷ lục chuyên nghiệp bất bại 7-0, với 6 trận thắng trực tiếp. Một trong những chiến thắng ban đầu của anh là trước võ sĩ UFC Drew Fickett, KO chỉ sau 12 giây ở hiệp đầu tiên.

### World Series of Fighting
Gaethje đã được World Series of Fighting ký hợp đồng vào ngày 2 tháng 12 năm 2012, và ra mắt vào ngày 23 tháng 3 năm 2013 tại WSOF 2 trước Gesias Cavalcante, kết thúc trận đấu ở hiệp 1 thông qua TKO sau khi tung đấm tạo thành một cắt trên mắt trái của Cavalcante. Vào ngày 14 tháng 6 năm 2013, anh đấu với Brian Cobb tại WSOF 3, giành chiến thắng qua TKO từ những cú đá ở hiệp 3. Sau đó, Gaethje đấu với Dan Lauzon tại WSOF 6 vào ngày 26 tháng 10 năm 2013, thắng KO với một cú đấm móc ngược ở hiệp 2. Ba chiến thắng trực tiếp đã giúp Gaethje có một suất tranh đai tại WSOF Lightweight Championship của WSOF 8 với Richard Patishnock vào ngày 18 tháng 1 năm 2014. Gaethje đã hạ gục TKO Patishnock ở hiệp đầu tiên để trở thành nhà vô địch hạng nhẹ WSOF. Lần bảo vệ danh hiệu đầu tiên của anh là tại WSOF 11 trước Nick Newell vào ngày 5 tháng 7 năm 2014. Gaethje thắng trận bằng TKO qua cú đấm móc phải ở hiệp thứ hai.
Vào ngày 15 tháng 11 năm 2014, Gaethje đối mặt với cựu binh UFC và đồng đội cũ Melvin Guillard tại WSOF 15. Trận này được coi là một trận không tranh danh hiệu sau khi Guillard trượt cân, nặng 158,8 lbs, hơn gần 4 lbs so với giới hạn 155 lb và 50% lợi nhuận của Guillard đã được chuyển đến Gaethje. Gaethje đã thắng bằng quyết định phân tách (SD, 28–29, 29–28 và 30–27). Sau đó, anh đấu với Luis Palomino tại WSOF 19 vào ngày 28 tháng 3 năm 2015. Gaethje đã bảo vệ danh hiệu của mình bằng việc hạ TKO Palomino ở hiệp thứ ba sau một sự kết hợp giữa đòn đá và đấm. Thời báo Los Angeles gọi đây là trận đánh hay nhất năm 2015. Gaethje có trận tái đấu với Palomino vào ngày 18 tháng 9 năm 2015, tại WSOF 23 và bảo vệ đai một lần nữa bằng việc hạ TKO Palomino ở hiệp 2.
Tại WSOF 29 vào ngày 12 tháng 3 năm 2016, anh bảo vệ đai của mình trước Brian Foster qua TKO bằng đòn đá vào phút thứ 1:43 của hiệp đầu tiên. Ba ngày sau, Gaethje bị Ủy ban Rhể thao bang Colorado đình chỉ vô thời hạn vì "hành vi phi thể thao" sau khi anh thực hiện màn ăn mừng thường thấy của mình, một cú lộn ngược trên đỉnh sàn đấu sau chiến thắng tại WSOF 29. Lệnh đình chỉ được dỡ bỏ một ngày sau đó. Gaethje dự kiến sẽ bảo vệ đai vô địch hạng nhẹ WSOF trước Ozzy Dugulubgov tại WSOF 33 vào ngày 7 tháng 10 năm 2016. Tuy nhiên, trận đấu đã bị hủy bỏ vào ngày diễn ra sự kiện vì Dugulubgov bị ốm. Vào ngày 17 tháng 10 năm 2016, đã có thông báo rằng Gaethje sẽ bảo vệ đai vô địch hạng nhẹ WSOF trước João Zeferino vào ngày 31 tháng 12 năm 2016, tại WSOF 34 trong sự kiện chính. Tuy nhiên, một chấn thương đã buộc Zeferino phải rút lui và đối thủ được thay thế bằng Luiz Firmino. Gaethje đã thắng trận bằng TKO do bác sĩ cho dừng trận đấu vì mắt phải của Firmino bị sưng sau hiệp 3.

### Ultimate Fighting Championship
Vào ngày 4 tháng 5 năm 2017, Gaethje thông báo rằng anh rời danh hiệu WSOF của mình và ký hợp đồng với Ultimate Fighting Championship. Đã có thông báo vào ngày 12 tháng 5 rằng anh sẽ ra mắt trước võ sĩ kỳ cựu Michael Johnson vào ngày 7 tháng 7, tại The Ultimate Fighter: Redemption Finale. Trận này, Gaethje đã giành chiến thắng TKO ở hiệp 2 thông qua sự kết hợp giữa cú đấm và đòn đầu gối. Chiến thắng đã mang về cho Gaethje các giải thưởng Fight of the Night và Performance of the Night. Sherdog đặt tên trận này là trận đấu hay nhất năm 2017, và hiệp 2 của trận là hiệp hay nhất trong năm. Vào ngày 13 tháng 7 năm 2017, UFC thông báo rằng Gaethje sẽ hướng dẫn The Ultimate Fighter 26 cùng với Eddie Alvarez, và bộ đôi này dự kiến sẽ đối đầu với nhau vào cuối mùa giải. Cuộc đấu với Alvarez diễn ra vào ngày 2 tháng 12 năm 2017, tại UFC 218. Trận này, Gaethje thua KO trong hiệp 3, là trận thua đầu tiên trong sự nghiệp MMA của mình. Trận cũng mang về cho anh giải thưởng Fight of the Night thứ hai liên tiếp. Tại lễ trao giải MMA thế giới, trận được mệnh danh là trận đấu của năm.
Gaethje đã thua TKO ở hiệp 4 trước Dustin Poirier vào ngày 14 tháng 4 năm 2018, tại UFC trên Fox 29. Trận chiến đã mang về cho Gaethje giải thưởng Fight of the Night thứ ba liên tiếp. Sherdog vinh danh Gaethje v. Poirier là trận hay nhất năm 2018. Sau trận, những đòn đá tấn công chân của Gaethje đã làm rách một phần cơ đùi của Poirier. Poirier nói: "Tôi không biết điều đó trong trận, điều vào đêm và sáng hôm sau. Anh ta đã xé nát cơ đùi của tôi. Tôi đang cố nghĩ về một lần khác mà tôi bị tổn thương nghiêm trọng từ những cú đá. Jim Miller đã làm đau bắp chân của tôi, nhưng không giống như vậy." Gaethje được lên lịch đấu với Al Iaquinta vào ngày 25 tháng 8 năm 2018, tại UFC Fight Night 135. Tuy nhiên, vào ngày 28 tháng 6 năm 2018, Iaquinta đã rút lui khỏi trận và được thay thế bằng James Vick. Gaethje đã phục hồi sau hai trận thua, chiến thắng bằng KO ở hiệp 1. Anh được trao giải Performance of Night, tức 5 giải thưởng trong 4 trận đấu của mình ở UFC.
Gaethje đối mặt với Edson Barboza vào ngày 30 tháng 3 năm 2019, tại UFC trên ESPN 2. Anh đã thắng KO ở hiệp 1, tiếp tục nhận giải thưởng Fight of the Night. Sau đó, anh đấu với Donald Cerrone vào ngày 14 tháng 9 năm 2019, trong sự kiện chính tại UFC trên ESPN + 16. Anh đã hạ TKO đối thủ ngay hiệp đầu, nhận giải Performance of Night thứ ba. Vào ngày 6 tháng 4, có thông báo rằng Gaethje sẽ đối đầu với Tony Ferguson cho đai vô địch hạng nhẹ tạm thời UFC vào ngày 18 tháng 4, tại UFC 249. Tuy nhiên, vào ngày 9 tháng 4, Chủ tịch UFC Dana White thông báo rằng sự kiện này đã bị hoãn lại, và trận đấu diễn ra vào ngày 9 tháng 5 năm 2020. Gaethje áp đảo Ferguson và hạ TKO ở hiệp 5, chấm dứt kỷ lục 12 trận thắng liên tiếp của Ferguson. Qua trận, anh tiếp tục chuỗi giải thưởng Fight of the Night và Performance of the Night, trở thành võ sĩ duy nhất trong lịch sử UFC giành được ít nhất một giải thưởng trong 7 trận UFC liên tiếp.
Gaethje đã đấu trận thống nhất cho đai vô địch hạng nhẹ UFC với Khabib Nurmagomedov vào ngày 24 tháng 10 năm 2020, tại UFC 254. Ở trận này, anh đã thua khóa kỹ thuật khi bị Khabib khóa tam giác ở hiệp 2, đánh dấu trận thua bằng đòn khóa đầu tiên trong sự nghiệp võ thuật của mình. Dù đã tuyên dừng trận nhưng trọng tài Jason Herzog vẫn không ngăn được việc Gaethje bất tỉnh do bị Khabib khóa tam giác. Gaethje đối mặt với cựu vô địch hạng nhẹ Bellator Michael Chandler tại UFC 268 vào ngày 6 tháng 11 năm 2021. Sau một trận đôi công, Gaethje đã giành chiến thắng UD, và giành được giải Fight of the Night.

## Phong cách chiến đấu
Là nhà vô địch trung học bang Arizona hai lần và vô địch NCAA Division I All-American, Gaethje có một số chứng chỉ kỹ thuật đấu vật hạng nhẹ của UFC. Bất chấp khả năng đấu vật nhiều năm, anh hiếm khi sử dụng kỹ thuật này trong chiến đấu, thay vào đó là phong cách đánh đứng toàn phần, quyết tâm KO. Anh nổi tiếng với sức mạnh tung đòn hạ gục trong những cú đấm và đòn tấn công chân phá trụ đối thủ của mình. Khi được hỏi sau trận thua Poirier vào năm 2018 rằng tại sao anh không sử dụng kỹ thuật đấu vật của mình trong trận đấu, Gaethje nói: "Tôi đã đấu vật cả đời. Lẽ ra, tôi đã và có thể quật ngã anh ta một vài lần, đặc biệt là khi tôi khiến anh ta chóng mặt một hoặc hai hiệp. Vì lý do nào đó, tâm trí tôi sẽ không cho phép tôi làm điều đó. Tôi nghĩ rằng tôi đã bán mình vì thực tế đây không phải là đấu vật. Nó làm bạn mệt mỏi. Nếu tôi cảm thấy mệt mỏi, tôi muốn chiến đấu chứ không phải đấu vật. Đó là lý do tại sao tôi không bao giờ muốn vật lộn. Tôi đã rèn luyện sức khỏe rất nhiều hồi đầu vật, đến nỗi tôi sẽ không gặp vấn đề gì khi biến nó thành một trận đấu vật, nhưng tôi không thể làm được, điều đó sẽ không vui đối với tôi."
Trong một cuộc phỏng vấn với ESPN năm 2020, Gaethje cho biết anh nhận ra sau khi chuyển từ đấu vật sang MMA rằng chiến thắng vẫn là điều quan trọng, nhưng việc giải trí với người hâm mộ có thể kiếm được nhiều tiền hơn cho anh. Anh nói: "Có thể có những kẻ đang có thành tích 13–0 với 13 quyết định của trọng tài, và họ không [thậm chí] được trả 5.000 USD để chiến đấu vì không ai theo dõi. Tôi đã có cơ hội trên các sàn đấu lớn nhất vì cách tôi chiến đấu. Tôi chưa bao giờ không muốn giành đai, nhưng tôi muốn kiếm tiền và cách chắc chắn nhất để kiếm tiền trong môn thể thao này là phải thật thú vị." Theo HLV Trevor Wittman của Gaethje, những trận thua trước Alvarez và Poirier đã khiến Gaethje thay đổi tâm lý. Mặc dù anh vẫn là một võ sĩ áp đảo, Wittman nói rằng Gaethje bây giờ chấp nhận ít rủi ro hơn và lựa chọn nhiều hơn về thời điểm tung các cú đấm may rủi. Wittman nói: "Tôi đã hỏi anh ấy sau hai trận thua đó, rằng 'Mục đích của anh vẫn là trở thành võ sĩ thú vị nhất thế giới chứ?' Và anh ấy nói, 'Không hẳn đâu, huấn luyện viên. Tôi muốn trở thành nhà vô địch UFC.'"

## Đời tư
Gaethje có bằng Cử nhân Dịch vụ Nhân sinh của Đại học Bắc Colorado. Anh đã tuyên bố ý định của mình là làm công tác xã hội với những thanh niên khó khăn. Họ của Gaethje có nguồn gốc từ Đức do người bố là người Mỹ gốc Đức. Gaethje đã trải qua một cuộc phẫu thuật cắt lớp sừng hấp thụ ánh sáng dạng lasek vào năm 2016 để điều chỉnh thị lực của mình. Anh nói: "Tôi đã từng bị mù. Tôi từng có một tầm nhìn kinh khủng. Tôi đạt 20/60 ở một mắt và 20/200 ở mắt khác, bị viễn thị và cận thị ở mắt." Dan Hardy nói trên Inside the Octagon rằng trước khi phẫu thuật, thị lực của Gaethje kém đến mức anh thực sự phải tiếp xúc trực tiếp với đối thủ để biết mình đang đánh gì. Về xã hội, Gaethje — cùng với Chủ tịch UFC Dana White, các võ sĩ Colby Covington, Henry Cejudo, người quản lý Ali Abdelaziz — đã tham gia một cuộc biểu tình ủng hộ Tổng thống Donald Trump vào tháng 9 năm 2020, và các võ sĩ được Tổng thống thừa nhận. Gaethje ca ngợi Trump về vai trò của chính trị gia này trong sự phát triển ban đầu của UFC, nói rằng: "Ông ấy là một lý do mà UFC có ở đây."

## Thống kê
| Thống kê thành tích chuyên nghiệp |          |        |
| 26 trận                           | 23 thắng | 3 thua |
| Bằng knockout                     | 19       | 2      |
| Bằng submission                   | 1        | 1      |
| Bằng quyết định trọng tài         | 3        | 0      |

| KQ    | Chỉ số | Đối thủ             | Dạng                     | Sự kiện                                 | Ngày                 | Hiệp | Giờ  | Địa điểm                  | Ghi chú                                                                                        |
| ----- | ------ | ------------------- | ------------------------ | --------------------------------------- | -------------------- | ---- | ---- | ------------------------- | ---------------------------------------------------------------------------------------------- |
| Thắng | 23–3   | Michael Chandler    | UD                       | UFC 268                                 | 6 tháng 11 năm 2021  | 3    | 5:00 | New York                  | Fight of the Night.                                                                            |
| Thua  | 22–3   | Khabib Nurmagomedov | Khóa                     | UFC 254                                 | 24 tháng 10 năm 2020 | 2    | 1:34 | Abu Dhabi                 | Tranh đai UFC Lightweight Championship.                                                        |
| Thắng | 22–2   | Tony Ferguson       | TKO                      | UFC 249                                 | 9 tháng 5 năm 2020   | 5    | 3:39 | Jacksonville, Florida     | Giành đai UFC Lightweight Championship tạm thời. Performance of the Night. Fight of the Night. |
| Thắng | 21–2   | Donald Cerrone      | TKO                      | UFC Fight Night: Cowboy vs. Gaethje     | 14 tháng 9 năm 2019  | 1    | 4:18 | Vancouver                 | Performance of the Night.                                                                      |
| Thắng | 20–2   | Edson Barboza       | KO                       | UFC on ESPN: Barboza vs. Gaethje        | 30 tháng 3 năm 2019  | 1    | 2:30 | Philadelphia              | Fight of the Night.                                                                            |
| Thắng | 19–2   | James Vick          | KO                       | UFC Fight Night: Gaethje vs. Vick       | 25 tháng 8 năm 2018  | 1    | 1:27 | Lincoln, Nebraska         | Performance of the Night.                                                                      |
| Thua  | 18–2   | Dustin Poirier      | TKO                      | UFC on Fox: Poirier vs. Gaethje         | 14 tháng 4 năm 2018  | 4    | 0:33 | Glendale, Arizona         | Fight of the Night. Gaethje bị trừ một điểm ở hiệp 3 vì chọc mắt.                              |
| Thua  | 18–1   | Eddie Alvarez       | KO                       | UFC 218                                 | 2 tháng 12 năm 2017  | 3    | 3:59 | Detroit, Michigan         | Fight of the Night.                                                                            |
| Thắng | 18–0   | Michael Johnson     | TKO                      | The Ultimate Fighter: Redemption Finale | 7 tháng 7 năm 2017   | 2    | 4:48 | Las Vegas                 | Performance of the Night. Fight of the Night.                                                  |
| Thắng | 17–0   | Luiz Firmino        | TKO                      | WSOF 34                                 | 31 tháng 12 năm 2016 | 3    | 5:00 | New York                  | Giữ đai hạng nhẹ WSOF.                                                                         |
| Thắng | 16–0   | Brian Foster        | TKO                      | WSOF 29                                 | 12 tháng 3 năm 2016  | 1    | 1:43 | Greeley, Colorado         | Giữ đai hạng nhẹ WSOF.                                                                         |
| Thắng | 15–0   | Luis Palomino       | TKO                      | WSOF 23                                 | 18 tháng 9 năm 2015  | 2    | 4:30 | Phoenix, Arizona          | Giữ đai hạng nhẹ WSOF.                                                                         |
| Thắng | 14–0   | Luis Palomino       | TKO                      | WSOF 19                                 | 28 tháng 3 năm 2015  | 3    | 3:57 | Phoenix, Arizona          | Giữ đai hạng nhẹ WSOF.                                                                         |
| Thắng | 13–0   | Melvin Guillard     | SD                       | WSOF 15                                 | 15 tháng 11 năm 2014 | 3    | 5:00 | Tampa, Florida            | Không tranh đai; Guillard quá cân (158,8 lb).                                                  |
| Thắng | 12–0   | Nick Newell         | TKO                      | WSOF 11                                 | 5 tháng 7 năm 2014   | 2    | 3:09 | Daytona Beach, Florida    | Giữ đai hạng nhẹ WSOF.                                                                         |
| Thắng | 11–0   | Richard Patishnock  | TKO (punches and elbows) | WSOF 8                                  | 18 tháng 1 năm 2014  | 1    | 1:09 | Hollywood, Florida        | Giành đai hạng nhẹ WSOF.                                                                       |
| Thắng | 10–0   | Dan Lauzon          | KO                       | WSOF 6                                  | 28 tháng 10 năm 2013 | 2    | 1:40 | Coral Gables, Florida     |                                                                                                |
| Thắng | 9–0    | Brian Cobb          | TKO                      | WSOF 3                                  | 14 tháng 6 năm 2013  | 3    | 2:19 | Las Vegas                 |                                                                                                |
| Thắng | 8–0    | Gesias Cavalcante   | TKO                      | WSOF 2                                  | 23 tháng 3 năm 2013  | 1    | 2:27 | Atlantic City, New Jersey |                                                                                                |
| Thắng | 7–0    | Adrian Valdez       | TKO                      | Rage in the Cage 164                    | 16 tháng 11 năm 2012 | 2    | 0:19 | Chandler, Arizona         |                                                                                                |
| Thắng | 6–0    | Drew Fickett        | KO                       | Rage in the Cage 163                    | 20 tháng 10 năm 2012 | 1    | 0:12 | Chandler, Arizona         | Chuyển cân (165 lb).                                                                           |
| Thắng | 5–0    | Sam Young           | Khóa cổ                  | Rage in the Cage 162                    | 29 tháng 9 năm 2012  | 2    | 1:58 | Chandler, Arizona         |                                                                                                |
| Thắng | 4–0    | Marcus Edwards      | UD                       | ROF 43: Bad Blood                       | 2 tháng 6 năm 2012   | 3    | 5:00 | Broomfield, Colorado      |                                                                                                |
| Thắng | 3–0    | Donnie Bell         | TKO                      | ROF 42: Who's Next                      | 17 tháng 12 năm 2011 | 2    | 2:57 | Broomfield, Colorado      |                                                                                                |
| Thắng | 2–0    | Joe Kelso           | TKO                      | BTT MMA 2: Genesis                      | 1 tháng 10 năm 2011  | 1    | 4:32 | Pueblo, Colorado          | Ra mắt hạng nhẹ.                                                                               |
| Thắng | 1–0    | Kevin Croom         | KO                       | ROF 41: Bragging Rights                 | 20 tháng 8 năm 2011  | 1    | 1:01 | Broomfield, Colorado      | Chuyển cân (159 lb).                                                                           |